# Freaky Tales (film)
Freaky Tales è un film a episodi del 2024 scritto e diretto da Anna Boden e Ryan Fleck.
Il film vede protagonisti Pedro Pascal, il collaboratore di lunga data dei due registi Ben Mendelsohn, Jay Ellis, la cantante Normani al suo debutto cinematografico, Dominique Thorne e Jack Champion.

## Trama
Il film racconta quattro storie interconnesse, ambientate in luoghi ed eventi storici reali del 1987 a Oakland, in California.

### Strength in Numbers: The Gilman Strikes Back
Tina e Lucid sono due punk rocker che stanno uscendo da una proiezione al Grand Lake Theater quando sentono dei naziskin a bordo di un pick-up che urlano insulti alla folla fuori dal teatro. Assistono poi a un concerto degli Operation Ivy al 924 Gilman Street, quando anche il locale viene attaccato dai naziskin che aggrediscono i punk e distruggono l'attrezzatura musicale, ponendo fine allo spettacolo. Il giorno dopo, la comunità punk rock vota per organizzare una difesa contro futuri attacchi naziskin. Mentre si innamorano, Lucid compra a Tina un braccialetto chiodato come difesa. Quando i naziskin tornano al Gilman, i punk sono ben armati e sconfiggono i naziskin in una scena di combattimento degna di un cartone animato. Il braccialetto chiodato di Tina emette una magica luce verde mentre combatte. I nazisti si ritirano nei loro pickup ammaccati e i punk concludono la serata con un concerto dei Black Flag.

### Don’t Fight the Feeling
L'azione torna all'evento che dà inizio al primo capito. Qui due donne, Barbie ed Entice, stanno uscendo dal cinema e vengono aggredite verbalmente dai nazisti, che poi se ne vanno in auto. Questo scatena una conversazione con un altro spettatore che conosce la promettente carriera rap di Barbie ed Entice, note come Danger Zone. Le invita a esibirsi con Too Short. Più tardi, mentre servono il gelato, Barbie ed Entice vengono molestate sessualmente da un poliziotto. Sentendosi insicure, si presentano sul palco come Danger Zone e sono sorprese e demoralizzate dalla misoginia dei rap di Too Short. Trovando la forza di reagire quando una magica luce verde illumina il microfono, Barbie ed Entice rispondono con maestria, rubando la scena a Too Short.

### Born to Mack
Clint tenta di porre fine alla sua vita criminale. Qualcuno del suo passato, in cerca di vendetta, uccide accidentalmente la moglie incinta di Clint. Con una rinnovata determinazione a porre fine al suo coinvolgimento nella malavita, Clint scopre che l'organizzazione criminale per cui lavora non è disposta a lasciarlo andare, insistendo affinché svolga un lavoro legato a una prossima partita di basket. Credendo che tutta la sua famiglia sia morta e di non avere più nulla da perdere, sfida la banda criminale che sta cercando di sfruttarlo. Clint viene prelevato dalla polizia. Mentre si trova alla stazione di polizia, scopre che il suo bambino è sopravvissuto all'aggressione alla moglie. La polizia chiede a Clint di identificare l'uomo che ha sparato alla moglie, cosa che lui si rifiuta categoricamente di fare.

### The Legend of Sleepy Floyd
Mentre la leggenda del basket statunitense Sleepy Floyd sta giocando una partita da record con i Golden State Warriors, la sua casa viene svaligiata, la sua famiglia aggredita e la sua ragazza viene assassinata dal capobanda nazista Travis. Floyd riceve una soffiata sull'identità dei nazisti dai punk, che hanno ascoltato una conversazione tra Clint e un altro criminale. Floyd si vendica di loro con le sue abilità sovrannaturali nelle arti marziali. Il capobanda, il poliziotto che in precedenza aveva molestato sessualmente Barbie ed Entice, si rivela essere anche “The Guy” per cui Clint lavorava. Nel tentativo di far sì che Clint continuasse a lavorare per lui, “The Guy” ha rapito Clint e il suo neonato. La testa di “The Guy” viene fatta esplodere dai poteri mentali di Floyd mentre quest'ultimo medita. Clint si libera quindi dalla prigionia nel mezzo della carneficina. Alla fine, Floyd appare in una pubblicità per un corso di meditazione. Lancia un severo monito ai nazisti e si unisce ai punk, ai membri di Danger Zone e ad altri personaggi presenti nel film.

## Produzione
Nell'agosto 2022 è stato annunciato che Anna Boden e Ryan Fleck avrebbero scritto e diretto il film. La pellicola si basa sui ricordi di Fleck della sua infanzia a Oakland, in California negli anni ottanta e vuole essere una celebrazione della cultura della città. Il musicista di Oakland Too Short e il suo manager David Weintraub sono produttori esecutivi del film. Il novembre successivo, viene annunciato che Pedro Pascal, Ben Mendelsohn e Jay Ellis sarebbero stati tra i protagonisti della pellicola, che includeva anche diverse figure di spicco dell'area di Oakland. Ji-young Yoo si unisce al cast il mese successivo.
Le riprese del film iniziano il 14 novembre 2022 a Telegraph Avenue, tra la 17a e la 18a strada. I proprietari di ristoranti e attività commerciali locali si sono lamentati di non aver ricevuto un preavviso dalla troupe cinematografica o dalla città, con l'accesso stradale bloccato che ha causato una diminuzione del traffico pedonale e perdite finanziarie fino a $ 30.000. Il direttore delle comunicazioni di Oakland ha riferito che il location manager del film aveva affisso volantini nella zona e parlato direttamente con le attività commerciali interessate.

## Distribuzione
Il 18 gennaio 2024 Freaky Tales è stato proiettato in anteprima Sundance Film Festival ed è stato distribuito nei cinema statunitensi a partire dal 4 aprile 2025.

## Accoglienza

### Critica
Sul sito web aggregatore di recensioni Rotten Tomatoes, il 74% delle 140 recensioni dei critici è positivo, con una valutazione media di 6,3/10. Il consenso del sito recita: "Audace, divertente e nel complesso piacevole, Freaky Tales è un film d'epoca ben recitato e vibrante che compensa con lo stile ciò che gli manca in sostanza narrativa". Metacritic, che utilizza una media ponderata, ha assegnato al film un punteggio di 58 su 100, basato su 30 critici, indicando recensioni "miste o nella media".
Valerie Complex di Deadline, ha elogiato le immagini, il trucco, i costumi e la colonna sonora del film, che "immergono immediatamente il pubblico nell'atmosfera della Oakland di fine anni ottanta". Ha anche parlato positivamente delle "interpretazioni magnetiche del suo cast stellare", in particolare di quella di Pascal. Tuttavia, ha criticato la narrazione, scrivendo che "fa fatica a intrecciare queste storie in un insieme soddisfacente e senza questi attori di talento che si impegnino a sufficienza, il film crollerebbe sotto la sua stessa ambizione".

## Riconoscimenti
- California on Location Awards
  - 2023 - Candidatura al location team dell'anno - film indipendente a Ileana Contreras, Galen Wallace, Angy Fonseca, Alex Pearcy, Peter Kwong, Kelly Tom, Edgar Vega, Trent Hanible, Dan Kemp, Saisie M. Jang, Rashod Edwards e Heather MacLean
- Fangoria Chainsaw Awards
  - 2025 - Candidatura al miglior film a distribuzione limitata